# 삼림뛰는쥐
삼림뛰는쥐(Napaeozapus insignis)는 뛰는쥐과에 속하는 설치류의 일종이다. 삼림뛰는쥐속(Napaeozapus)의 유일종이다. 북아메리카에서 발견된다. 작은 크기에도 불구하고, 놀랄만큼 멀리 도약할 수 있다. 뛰는쥐과에 속하는 이례적인 종이다. 외부로부터 위협을 받을 때, 아주 강력한 발과 긴 꼬리를 이용하여 최대 3m까지 도약을 한다.